# 雪蟷螂
『雪蟷螂』（ゆきかまきり）は、紅玉いづきによる日本のライトノベル。イラストは岩城拓郎。電撃文庫（アスキー・メディアワークス）より、2009年2月に刊行された。

## ストーリー
とある冬の山脈に、長年いがみ合う二つの部族があった。10年前、その争いに終止符を打つため、二つの部族の長がそれぞれの子を政略結婚させる約束を交わす。フェルビエの族長アルテシアは、その約束を守るためミルデ族族長オウガの元へ向かう。

## 部族

### フェルビエ族
アルスバント山脈に住む民族の中でも一際古く、双頭の一つ。この民族は男性だけでなく女性も戦に参加し、彼女らは愛するものさえ噛み殺すというほどの激情を持ち「雪蟷螂」と呼ばれた。しかし、オウガには「蛮族」と蔑まれている。

### ミルデ族
アルスバント山脈に住む民族の双頭の一つであり、フェルビエ族とは長きに渡り争い続けている。「永遠生」と呼ばれる死体を特殊な方法によって保存する習慣があり、フェルビエ族からは「死人狂いのミルデ」と侮蔑されている。

## 登場人物
アルテシア
フェルビエ族族長。剣術に長け、自ら前線に出ることもある。
トーチカ
アルテシア専属の近衛兵。物乞いのような風貌をしており、ルイからは忌み嫌われている。フェルビエ族とミルデ族の混血。
ルイ
幼い頃から宮廷に住み、アルテシアの影武者として育てられた少女。その名もアルテシアにつけられた。
オウガ
強靭な肉体を持つミルデ族族長。
ロージア
アテージオの妹にして剣術の達人。しかし、10年前にガルヤとの決闘において腕を失う。その後は、アルテシアに剣術を教えた。
アテージオ
アルテシアの父親であり、フェルビエ族前族長。山脈を襲った流行り病によって命を落とす。
ガルヤ
オウガの父親であり、ミルデ族前族長。アテージオと同じく流行り病により命を落とす。
盟約の魔女
山脈に暮らす隠者であり、どこの部族にも属さない中立的な立場にいる。政略結婚の約束の見届け人となったことにより、盟約の魔女と呼ばれる。

## 既刊一覧
- 雪蟷螂　ISBN 978-4-04-867523-9